# Presa de Tehri
La  presa de Tehri es una presa multipropósito de la India construida en el río Bhagirathi, cerca de la localidad de Tehri, en el estado de Uttarakhand. Es la presa principal de la Tehri Hydro Development Corporation Ltd. y su complejo hidroeléctrico, uno de los mayores y más polémicos proyectos de desarrollo en dicho estado indio.
La fase I, destinada a la irrigación, abastecimiento de agua y generación de electricidad (1.000 MW), se completó en 2006 y hay fases adicionales que incluyen una central fluyente de 400 MW (presa Koteshwar) y una central reversible de 1.000 MW .

## Historia

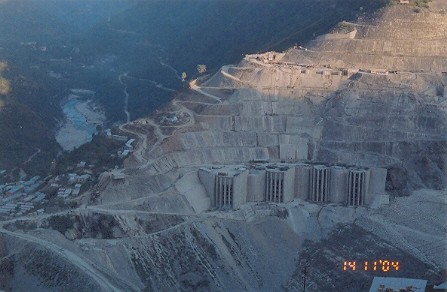
La presa en noviembre de 2004

En 1961 se concluyó un estudio preliminar para la presa, y en 1972 estaba disponible un proyecto que incluía una planta de 600 MW de potencia. Tras los estudios de viabilidad, la construcción empezó en 1978, pero fue retrasada por los problemas financieros, ambientales y sociales que encaró. En 1986, el proyecto comenzó a recibir ayuda técnica y económica de la Unión Soviética, hasta que dicho apoyo fue cancelado con el final de la URSS. India se vio obligada a tomar el control del proyecto, que fue puesto bajo la tutela del Departamento de Irrigación de Uttar Pradesh. 
Sin embargo, en 1988 se formó la Tehri Hydro Development Corporation para gestionar la presa mientras que los fondos pasaron a proceder en un 75% del gobierno federal (siendo el 25% restante aportado por el estado). Uttar Pradesh pagaría la infraestructura para regadío. En 1990 se revaluó el proyecto y se definió como multipropósito. La construcción de la presa terminó en 2006 mientras que la segunda parte, la presa Koteshwar, se encuentra con dos de sus cuatro generadores operativos. La instalación del resto está planificada para marzo de 2012. Una central hidroeléctrica reversible se espera en febrero de 2016.

## Descripción técnica

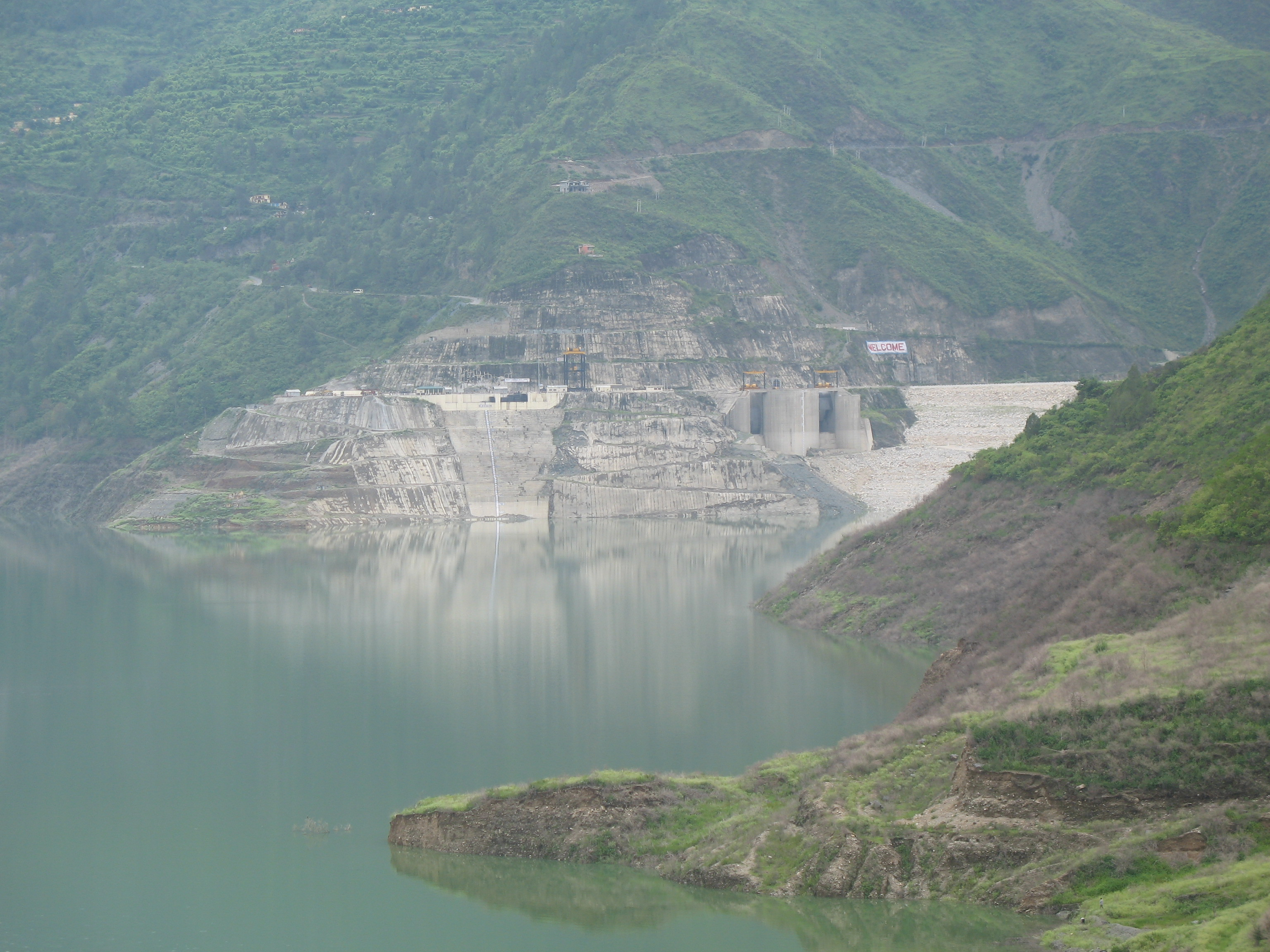
La presa de Tehri en julio de 2008

La presa está compuesta de piedras y tierra hasta una altura de 260 m. Su longitud es 575 m, con una anchura en la cresta de 20 m y de 1.128 m en la base. La presa crea un embalse de 2,6 km³ y un área de 52 km². La potencia instalada es de 1.000 MW, con otros 1.000 MW adicionales reversibles.
La presa de Tehri y la central reversible son parte del Complejo Hidroeléctrico de Tehri que incluye también una central adicional de 400 MW aguas abajo. El complejo también proporciona riego a unas 270.000 hay estabiliza otras 600.000 ha adicionales de riego. Proporciona 1,2*106 m³ de agua al día a las zonas industriales de Delhi, Uttar Pradesh y Uttarakhand.

## Críticas

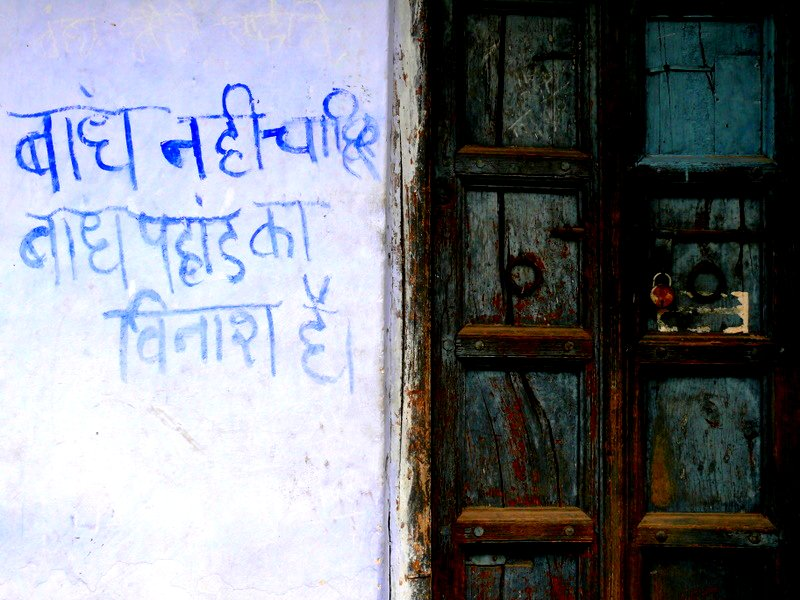
Mensaje de protesta contra el proyecto de Tehri, dirigido por Sundarlal Bahuguna. Dice "No queremos la presa. Es la destrucción de las montañas"

La presa ha sido objeto de numerosas críticas por organizaciones medioambientales y locales en la región. Fue necesaria la reubicación de más de 100.000 personas, lo que causó batallas legales sobre los reasentamientos y encareció y prolongó la obra. Además de afectar a los habitantes de las zonas inundadas, la presa ha preocupado a los defensores del frágil ecosistema del piedemonte del Himalaya. 
Más aún, la presa se encuentra en una zona de dudosa estabilidad geológia, al hallarse en el centro de la falla del Himalaya. Esta región sufrió un terremoto de magnitud 6.8 en octubre de 1991 con un epicentro a 500 km de la presa. Los constructores de la presa afirman que el diseño es capaz de soportar terremotos de magnitud 8,4, pero expertos en terremotos afirman que es posible que los terremotos de la región superen 8,5 [cita requerida]. De pasar dicha catástrofe, las consecuencias afectarían a numerosas poblaciones aguas abajo, con una población afectada superior al medio millón de personas.
Desde 2005, el llenado del embalse ha disminuido el flujo del Bhagirathi de 28 m³/s a apenas 5,7 m³/s. Esto ha provocado polémicas, al ser un afluente del río Ganges, considerado sagrado en el hinduismo. En algunos periodos del año, el afluente llegaba a detenerse, causando indignación entre los hinduistas que consideraban que la santidad del río había sido comprometida para generar electricidad. Responsables de la presa han afirmado sin embargo que esto parará cuando se haya completado el llenado del embalse, retornándose al flujo normal.

## Gestión
La planificación y gestión de la planta de energía eléctrica se realiza desde un centro de control regional (Northern Regional Load Despatch Centre) adyacente a la planta, que garantiza la integración de esta con la red de transporte bajo la operación de Power System Operation Corporation Limited (POSOCO).